# Botaniska sällskapet i Stockholm
Botaniska sällskapet i Stockholm är ett botanisk sällskap, grundat 29 december 1882 på initiativ av Veit Wittrock, som blev dess förste ordförande. 
Referat av möteshandlingarna publicerades till en början i Botaniska Notiser, från 1907 i den av föreningen grundade Svensk Botanisk Tidskrift. Från 1895 drev man en resefond, för att understödja botaniska forskningar i Stockholmstrakten. På initiativ av dåvarande sekreteraren Gunnar Andersson väcktes 1901 förslag på att Botaniska sällskapet skulle försöka åstadkomma en förteckning över kärlväxterna i Stockholms närmaste omgivning och efter 12 års arbete utkom 1913 Stockholmstraktens växter.